# Women's Tennis Association
De Women's Tennis Association (WTA) is de overkoepelende organisatie voor professioneel tennis voor vrouwen. De organisatie organiseert de WTA-Tour een jaarlijkse serie van internationale toernooien. De organisatie werd in juni 1973 opgericht door de Amerikaanse tennisspeelster Billie Jean King. Het internationale hoofdkantoor van de WTA bevindt zich in Saint Petersburg in de staat Florida, het Europese hoofdkantoor in Londen en het Aziatische hoofdkantoor in de Chinese hoofdstad Peking.

## WTA-toernooien
De volgende lijst geeft een overzicht van de WTA-kalender van 2011, inclusief de grandslamtoernooien.
| Toernooi                                              | Officiële naam                                        | Ondergrond                                            | Eerste editie                                         | Dotatie/ prijzengeld |
| ----------------------------------------------------- | ----------------------------------------------------- | ----------------------------------------------------- | ----------------------------------------------------- | -------------------- |
| Grandslamtoernooien                                   |                                                       |                                                       |                                                       |                      |
| Australian Open                                       | Australian Open                                       | Hardcourt                                             | 1905                                                  |                      |
| Roland Garros                                         | Les Internationaux de France de Roland Garros         | Gravel                                                | 1897                                                  |                      |
| Wimbledon                                             | The Wimbledon Championships                           | Gras                                                  | 1877                                                  |                      |
| US Open                                               | US Open                                               | Hardcourt                                             | 1887                                                  |                      |
| Year-End Championships                                |                                                       |                                                       |                                                       |                      |
| WTA Championships, Istanbul                           | WTA Championships                                     | Hardcourt                                             | 1972                                                  | $ 4.550.000          |
| Tournament of Champions, Bali                         | Commonwealth Bank Tournament of Champions             | Hardcourt                                             | 2009                                                  | $ 600.000            |
| Premier Mandatory                                     |                                                       |                                                       |                                                       |                      |
| WTA Indian Wells                                      | BNP Paribas Open                                      | Hardcourt                                             | 1989                                                  | $ 4.500.000          |
| WTA Miami                                             | Sony Ericsson Open                                    | Hardcourt                                             | 1985                                                  | $ 4.500.000          |
| WTA Madrid                                            | Mutua Madrileña Madrid Open                           | Gravel                                                | 2009                                                  | $ 4.500.000          |
| WTA Peking                                            | China Open                                            | Hardcourt                                             | 1994                                                  | $ 4.500.000          |
| Premier Five                                          |                                                       |                                                       |                                                       |                      |
| WTA Dubai                                             | Dubai Duty Free Tennis Championships                  | Hardcourt                                             | 2001                                                  | $ 2.050.000          |
| WTA Rome                                              | Internazionali BNL d'Italia                           | Gravel                                                | 1930                                                  | $ 2.050.000          |
| WTA Montréal/Toronto                                  | Rogers Cup presented by National Bank                 | Hardcourt                                             | 1892                                                  | $ 2.050.000          |
| WTA Cincinnati                                        | Western & Southern Financial Group Women's Open       | Hardcourt                                             | 1899                                                  | $ 2.050.000          |
| WTA Tokio                                             | Toray Pan Pacific Open                                | Hardcourt                                             | 1976                                                  | $ 2.050.000          |
| Premier                                               |                                                       |                                                       |                                                       |                      |
| WTA Sydney                                            | Medibank International Sydney                         | Hardcourt                                             | 1906                                                  | $ 618.000            |
| WTA Parijs                                            | Open GDF Suez                                         | Hardcourt                                             | 1993                                                  | $ 618.000            |
| WTA Doha                                              | Qatar Ladies Open                                     | Hardcourt                                             | 2001                                                  | $ 721.000            |
| WTA Charleston                                        | Family Circle Cup                                     | Gravel                                                | 1973                                                  | $ 721.000            |
| WTA Stuttgart                                         | Porsche Tennis Grand Prix                             | Gravel                                                | 1978                                                  | $ 721.000            |
| WTA Brussel                                           | Brussels Ladies Open                                  | Gravel                                                | 2011                                                  | $ 618.000            |
| WTA Eastbourne                                        | AEGON International                                   | Gras                                                  | 1974                                                  | $ 618.000            |
| WTA Stanford                                          | Bank of the West Classic                              | Hardcourt                                             | 1952                                                  | $ 721.000            |
| WTA San Diego                                         | Mercury Insurance Open                                | Hardcourt                                             | 1971                                                  | $ 721.000            |
| WTA New Haven                                         | New Haven Open at Yale                                | Hardcourt                                             | 1998                                                  | $ 618.000            |
| WTA Moskou                                            | Kremlin Cup                                           | Hardcourt                                             | 1971                                                  | $ 721.000            |
| International                                         |                                                       |                                                       |                                                       |                      |
| Dertig toernooien, zie pagina Internationaltoernooien | Dertig toernooien, zie pagina Internationaltoernooien | Dertig toernooien, zie pagina Internationaltoernooien | Dertig toernooien, zie pagina Internationaltoernooien | $ 220.000            |

Voor de kalender van 2012 zie WTA-seizoen 2012

Voor de kalender van 2013 zie WTA-seizoen 2013

Voor de kalender van 2014 zie WTA-seizoen 2014

Voor de kalender van 2015 zie WTA-seizoen 2015

Voor de kalender van 2016 zie WTA-seizoen 2016

Voor de kalender van 2017 zie WTA-seizoen 2017

Voor de kalender van 2018 zie WTA-seizoen 2018

Voor de kalender van 2019 zie WTA-seizoen 2019

Voor de kalender van 2020 zie WTA-seizoen 2020

Voor de kalender van 2021 zie WTA-seizoen 2021

Voor de kalender van 2022 zie WTA-seizoen 2022

Voor de kalender van 2023 zie WTA-seizoen 2023

Voor de kalender van 2024 zie WTA-seizoen 2024

## WTA-ranking
| Women's Tennis Association (WTA) Top 20 damesenkelspel per 28 juli 2025 | Women's Tennis Association (WTA) Top 20 damesenkelspel per 28 juli 2025 | Women's Tennis Association (WTA) Top 20 damesenkelspel per 28 juli 2025 | Women's Tennis Association (WTA) Top 20 damesenkelspel per 28 juli 2025 |
| Nr.                                                                     | Speelster                                                               | Punten                                                                  | Verandering                                                             |
| ----------------------------------------------------------------------- | ----------------------------------------------------------------------- | ----------------------------------------------------------------------- | ----------------------------------------------------------------------- |
| 1.                                                                      | Aryna Sabalenka                                                         | 12420                                                                   | Stabiel                                                                 |
| 2.                                                                      | Cori Gauff                                                              | 7669                                                                    | Stabiel                                                                 |
| 3.                                                                      | Iga Świątek                                                             | 6813                                                                    | Stabiel                                                                 |
| 4.                                                                      | Jessica Pegula                                                          | 6423                                                                    | Stabiel                                                                 |
| 5.                                                                      | Mirra Andrejeva                                                         | 4914                                                                    | Stabiel                                                                 |
| 6.                                                                      | Zheng Qinwen                                                            | 4553                                                                    | Stabiel                                                                 |
| 7.                                                                      | Amanda Anisimova                                                        | 4470                                                                    | Stabiel                                                                 |
| 8.                                                                      | Madison Keys                                                            | 4374                                                                    | Stabiel                                                                 |
| 9.                                                                      | Jasmine Paolini                                                         | 3576                                                                    | Stabiel                                                                 |
| 10.                                                                     | Paula Badosa Gibert                                                     | 3454                                                                    | Stabiel                                                                 |
| 11.                                                                     | Emma Navarro                                                            | 3420                                                                    | Stabiel                                                                 |
| 12.                                                                     | Jelena Rybakina                                                         | 2893                                                                    | Stabiel                                                                 |
| 13.                                                                     | Elina Svitolina                                                         | 2794                                                                    | Stabiel                                                                 |
| 14.                                                                     | Karolína Muchová                                                        | 2718                                                                    | Stabiel                                                                 |
| 15.                                                                     | Jekaterina Aleksandrova                                                 | 2666                                                                    | Stabiel                                                                 |
| 16.                                                                     | Ljoedmila Samsonova                                                     | 2576                                                                    | Stabiel                                                                 |
| 17.                                                                     | Diana Sjnajder                                                          | 2526                                                                    | Stabiel                                                                 |
| 18.                                                                     | Darja Kasatkina                                                         | 2361                                                                    | Stabiel                                                                 |
| 19.                                                                     | Clara Tauson                                                            | 2346                                                                    | Stabiel                                                                 |
| 20.                                                                     | Belinda Bencic                                                          | 2190                                                                    | Stabiel                                                                 |

## WTA-klassement
Het WTA-klassement wordt algemeen beschouwd als de officiële wereldrangschikking van de beste tennisspeelsters. Elke maandag (behalve tijdens meerweekse evenementen, zoals grandslamtoernooien en WTA 1000-toernooien) berekent de WTA de klassementspunten per speelster. In aanmerking komen de 16 beste toernooien gespeeld tijdens de laatste 52 weken.
In de geschiedenis van de WTA-rankings (sinds 1975) hebben al 29 dames de nummer 1-positie bekleed.
| nr. | speelster               | land                               | eerste keer op 1  | aantal weken |
| --- | ----------------------- | ---------------------------------- | ----------------- | ------------ |
| 01. | Steffi Graf             | West-Duitsland Duitsland           | 17 augustus 1987  | 377          |
| 02. | Martina Navrátilová     | Tsjecho-Slowakije Verenigde Staten | 10 juli 1978      | 332          |
| 03. | Serena Williams         | Verenigde Staten                   | 8 juli 2002       | 319          |
| 04. | Chris Evert             | Verenigde Staten                   | 3 november 1975   | 260          |
| 05. | Martina Hingis          | Zwitserland                        | 31 maart 1997     | 209          |
| 06. | Monica Seles            | Joegoslavië Verenigde Staten       | 11 maart 1991     | 178          |
| 07. | Iga Świątek             | Polen                              | 4 april 2022      | 125          |
| 08. | Ashleigh Barty          | Australië                          | 24 juni 2019      | § 121        |
| 09. | Justine Henin           | België                             | 20 oktober 2003   | 117          |
| 10. | Lindsay Davenport       | Verenigde Staten                   | 12 oktober 1998   | 98           |
| 11. | Caroline Wozniacki      | Denemarken                         | 11 oktober 2010   | 71           |
| 12. | Simona Halep            | Roemenië                           | 9 oktober 2017    | 64           |
| 13. | Viktoryja Azarenka      | Wit-Rusland                        | 30 januari 2012   | 51           |
| 14. | Amélie Mauresmo         | Frankrijk                          | 13 september 2004 | 39           |
| 15. | Angelique Kerber        | Duitsland                          | 12 september 2016 | 34           |
| 16. | Dinara Safina           | Rusland                            | 20 april 2009     | 26           |
| 17. | Naomi Osaka             | Japan                              | 28 januari 2019   | 25           |
| 18= | Tracy Austin            | Verenigde Staten                   | 7 april 1980      | 21           |
| 18= | Maria Sjarapova         | Rusland                            | 22 augustus 2005  | 21           |
| 20. | Kim Clijsters           | België                             | 11 augustus 2003  | 20           |
| 21. | Jelena Janković         | Servië                             | 11 augustus 2008  | 18           |
| 22. | Jennifer Capriati       | Verenigde Staten                   | 15 oktober 2001   | 17           |
| 23= | Arantxa Sánchez Vicario | Spanje                             | 6 februari 1995   | 12           |
| 23= | Ana Ivanović            | Servië                             | 9 juni 2008       | 12           |
| 23= | Aryna Sabalenka         | Wit-Rusland                        | 11 september 2023 | 12           |
| 26. | Venus Williams          | Verenigde Staten                   | 25 februari 2002  | 11           |
| 27. | Karolína Plíšková       | Tsjechië                           | 17 juli 2017      | 8            |
| 28. | Garbiñe Muguruza        | Spanje                             | 11 september 2017 | 4            |
| 29. | Evonne Goolagong        | Australië                          | 26 april 1976     | 2            |

- Bron: [2]

Speelsters die in groen zijn weergegeven zijn nog actief. De naam van de huidige nummer één op de wereldranglijst is vetgedrukt.
§ = Een periode ter lengte van 20 weken (maandag 16 maart 2020 tot en met zondag 2 augustus 2020) is niet meegeteld, omdat er in die periode niet werd gespeeld wegens de coronapandemie.
De tabel geeft de status weer per zondag 17 november 2024.

## Nummers 1 op het einde van het jaar
Ook wordt op het eind van elk jaar de nummer 1 van het jaar bekendgemaakt en dat al sinds 1975. Een overzicht:
| jaar | speelster               | land                      |  | jaar | speelster               | land                      |  | jaar | speelster               | land                      |
| ---- | ----------------------- | ------------------------- |  | ---- | ----------------------- | ------------------------- |  | ---- | ----------------------- | ------------------------- |
| 1975 | Chris Evert (1)         | Vlag van Verenigde Staten |  | 1993 | Steffi Graf             | Vlag van Duitsland        |  | 2011 | Caroline Wozniacki      | Vlag van Denemarken       |
| 1976 | Chris Evert             | Vlag van Verenigde Staten |  | 1994 | Steffi Graf             | Vlag van Duitsland        |  | 2012 | Viktoryja Azarenka (11) | Vlag van Wit-Rusland      |
| 1977 | Chris Evert             | Vlag van Verenigde Staten |  | 1995 | Steffi Graf             | Vlag van Duitsland        |  | 2013 | Serena Williams         | Vlag van Verenigde Staten |
| 1978 | Martina Navrátilová (2) | Vlag van Tsjechië         |  | 1996 | Steffi Graf             | Vlag van Duitsland        |  | 2014 | Serena Williams         | Vlag van Verenigde Staten |
| 1979 | Martina Navrátilová     | Vlag van Tsjechië         |  | 1997 | Martina Hingis (5)      | Vlag van Zwitserland      |  | 2015 | Serena Williams         | Vlag van Verenigde Staten |
| 1980 | Chris Evert             | Vlag van Verenigde Staten |  | 1998 | Lindsay Davenport (6)   | Vlag van Verenigde Staten |  | 2016 | Angelique Kerber (12)   | Vlag van Duitsland        |
| 1981 | Chris Evert             | Vlag van Verenigde Staten |  | 1999 | Martina Hingis          | Vlag van Zwitserland      |  | 2017 | Simona Halep (13)       | Vlag van Roemenië         |
| 1982 | Martina Navrátilová     | Vlag van Verenigde Staten |  | 2000 | Martina Hingis          | Vlag van Zwitserland      |  | 2018 | Simona Halep            | Vlag van Roemenië         |
| 1983 | Martina Navrátilová     | Vlag van Verenigde Staten |  | 2001 | Lindsay Davenport       | Vlag van Verenigde Staten |  | 2019 | Ashleigh Barty (14)     | Vlag van Australië        |
| 1984 | Martina Navrátilová     | Vlag van Verenigde Staten |  | 2002 | Serena Williams (7)     | Vlag van Verenigde Staten |  | 2020 | Ashleigh Barty          | Vlag van Australië        |
| 1985 | Martina Navrátilová     | Vlag van Verenigde Staten |  | 2003 | Justine Henin (8)       | Vlag van België           |  | 2021 | Ashleigh Barty          | Vlag van Australië        |
| 1986 | Martina Navrátilová     | Vlag van Verenigde Staten |  | 2004 | Lindsay Davenport       | Vlag van Verenigde Staten |  | 2022 | Iga Świątek (15)        | Vlag van Polen            |
| 1987 | Steffi Graf (3)         | Vlag van Duitsland        |  | 2005 | Lindsay Davenport       | Vlag van Verenigde Staten |  | 2023 | Iga Świątek             | Vlag van Polen            |
| 1988 | Steffi Graf             | Vlag van Duitsland        |  | 2006 | Justine Henin           | Vlag van België           |  | 2024 | Aryna Sabalenka         | Witte vlag                |
| 1989 | Steffi Graf             | Vlag van Duitsland        |  | 2007 | Justine Henin           | Vlag van België           |  | 2025 |                         |                           |
| 1990 | Steffi Graf             | Vlag van Duitsland        |  | 2008 | Jelena Janković (9)     | Vlag van Servië           |  | 2026 |                         |                           |
| 1991 | Monica Seles (4)        | Vlag van Joegoslavië      |  | 2009 | Serena Williams         | Vlag van Verenigde Staten |  | 2027 |                         |                           |
| 1992 | Monica Seles            | Vlag van Joegoslavië      |  | 2010 | Caroline Wozniacki (10) | Vlag van Denemarken       |  | 2028 |                         |                           |

## Prijzengeld (top 20)
Bron: "Career Prize Money Leaders" per 22 april 2024, WTA
Op elk toernooi kan een speelster een som geld verdienen. De grootte ervan hangt af (a) van de categorie van het toernooi en (b) van de ronde die de speelster bereikt heeft. Hoe hoger de categorie, des te hoger wordt het prijzengeld. En ook: hoe verder de speelster in een toernooi doordringt, des te groter zal de gewonnen som geld zijn. Hieronder staat een overzicht van de top 20 beste verdieners op het WTA-circuit.
- * = nog steeds actief
- bijgewerkt tot 22 april 2024

| nr. | speelster            | land             | totaal (in US$) |
| --- | -------------------- | ---------------- | --------------- |
| 1   | Serena Williams      | Verenigde Staten | 94.816.730      |
| 2   | Venus Williams *     | Verenigde Staten | 42.648.697      |
| 3   | Simona Halep *       | Roemenië         | 40.226.687      |
| 4   | Maria Sjarapova      | Rusland          | 38.777.962      |
| 5   | Viktoryja Azarenka * | Wit-Rusland      | 37.460.500      |
| 6   | Petra Kvitová *      | Tsjechië         | 37.252.032      |
| 7   | Caroline Wozniacki * | Denemarken       | 35.906.178      |
| 8   | Angelique Kerber *   | Duitsland        | 32.307.783      |
| 9   | Agnieszka Radwańska  | Polen            | 27.683.807      |
| 10  | Iga Świątek *        | Polen            | 27.169.071      |
| 11  | Svetlana Koeznetsova | Rusland          | 25.816.890      |
| 12  | Karolína Plíšková *  | Tsjechië         | 25.748.799      |
| 13  | Garbiñe Muguruza     | Spanje           | 24.813.379      |
| 14  | Martina Hingis       | Zwitserland      | 24.749.074      |
| 15  | Kim Clijsters        | België           | 24.545.194      |
| 16  | Ashleigh Barty       | Australië        | 23.829.070      |
| 17  | Elina Svitolina *    | Oekraïne         | 23.283.743      |
| 18  | Aryna Sabalenka *    | Wit-Rusland      | 22.776.684      |
| 19  | Lindsay Davenport    | Verenigde Staten | 22.166.338      |
| 20  | Steffi Graf          | Duitsland        | 21.895.277      |

## 16 beste damestennispartijen
Ter gelegenheid van het 30-jarig jubileum van de WTA eind 2003 werden 16 partijen geselecteerd uit de voorgaande 30 jaar, om door zowel de fans als de pers de beste damespartij 'ooit' te kiezen. Na weken van stemmen (en meerdere stemronden) via internet koos de meerderheid van de tennisfans voor de finalepartij van Roland Garros 1999 tussen Steffi Graf en Martina Hingis. De pers koos voor de finalepartij van Roland Garros 1992 tussen Monica Seles en Steffi Graf. De 16 partijen die door de WTA waren geselecteerd waren de volgende (in chronologische volgorde):
| Jaar | Toernooi          | Ronde        | Winnares            | Tegenstandster          | Score                   |                         |
| ---- | ----------------- | ------------ | ------------------- | ----------------------- | ----------------------- | ----------------------- |
| 1970 | Wimbledon         | finale       | Chris Evert         | Billie Jean King        | 14-12, 11-9             |                         |
| 1976 | Wimbledon         | finale       | Chris Evert         | Evonne Goolagong        | 6-3, 4-6, 8-6           |                         |
| 1981 | US Open           | finale       | Tracy Austin        | Martina Navrátilová     | 1-6, 7-6, 7-6           |                         |
| 1985 | Roland Garros     | finale       | Chris Evert         | Martina Navrátilová     | 6-3, 6-7, 7-5           |                         |
| 1986 | US Open           | halve finale | Martina Navrátilová | Steffi Graf             | 6-1, 6-7, 7-6           |                         |
| 1990 | WTA Championships | finale       | Monica Seles        | Gabriela Sabatini       | 6-4, 5-7, 3-6, 6-4, 6-2 |                         |
| 1991 | Wimbledon         | finale       | Steffi Graf         | Gabriela Sabatini       | 6-4, 3-6, 8-6           |                         |
| 1991 | US Open           | halve finale | Monica Seles        | Jennifer Capriati       | 6-3, 3-6, 7-6           |                         |
| 1992 | Roland Garros     | finale       | Monica Seles        | Steffi Graf             | 6-2, 3-6, 10-8          | keuze van de pers       |
| 1995 | US Open           | finale       | Steffi Graf         | Monica Seles            | 7-6, 0-6, 6-3           |                         |
| 1996 | Roland Garros     | finale       | Steffi Graf         | Arantxa Sánchez Vicario | 6-3, 6-7, 10-8          |                         |
| 1999 | Roland Garros     | finale       | Steffi Graf         | Martina Hingis          | 4-6, 7-5, 6-2           | keuze van de tennisfans |
| 2000 | US Open           | halve finale | Venus Williams      | Martina Hingis          | 4-6, 6-3, 7-5           |                         |
| 2001 | Australian Open   | kwartfinale  | Martina Hingis      | Serena Williams         | 6-2, 3-6, 8-6           |                         |
| 2002 | Australian Open   | finale       | Jennifer Capriati   | Martina Hingis          | 4-6, 7-6, 6-2           |                         |
| 2003 | US Open           | halve finale | Justine Henin       | Jennifer Capriati       | 4-6, 7-5, 7-6           |                         |